# Yes, Summerdays
GLAY的第6張單曲。

## 簡介
- GLAY第一張未使用團員肖像當封面的單曲。
- GLAY第一首搭配廣告的歌曲。

## 收錄曲目
1. Yes, Summerdays
前幾張精選輯都沒有收錄，一直到『THE GREAT VACATION VOL.2 〜SUPER BEST OF GLAY〜』才第一次收錄在精選輯中。這首歌曲的MV有2種版本。
2. INNOCENCE LIVE VERSION （1995年6月12日 澀谷公會堂）
GLAY第一首LIVE版歌曲的CD形式發表。
3. Yes, Summerdays （ORIGINAL KARAOKE）

## 收錄專輯
- BEAT out!
- rare collectives vol.1
- THE GREAT VACATION VOL.2 〜SUPER BEST OF GLAY〜